# Jehuda Wallach

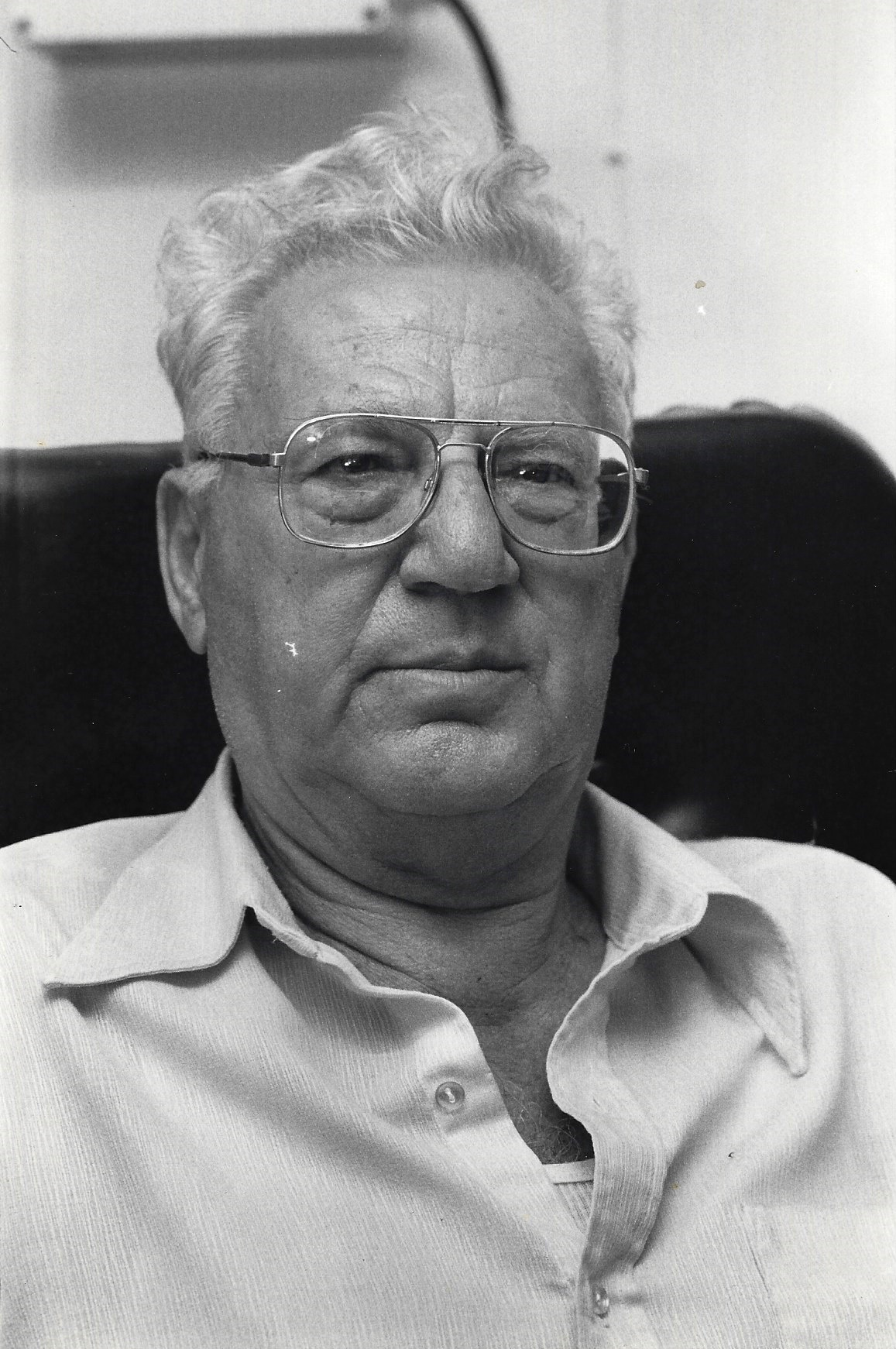
Jehuda Wallach (2004)

Jehuda Lothar Wallach (hebräisch יהודה ואלך; * 12. März 1921 in Haigerloch; † 1. August 2008 in Tel Aviv) war ein israelischer Offizier (Oberst) und Militärhistoriker deutscher Herkunft.

## Leben
Wallach wurde in den damals zu Preußen gehörenden Hohenzollernschen Landen in Schwaben geboren und emigrierte 1936 mit seiner Familie nach Palästina. Er siedelte sich im Kibbuz Beit Zera an, wo er auch seine zukünftige Frau traf. Mit ihr gehörte er zu den Gründungsmitgliedern des Kibbuz Ein Dor. 1938 wurde er Mitglied der zionistisch-paramilitärischen Untergrundorganisation Haganah. Im Israelischen Unabhängigkeitskrieg war Wallach Bataillonskommandeur in der Giv’ati-Brigade. 1949 wurde er zum Kommandeur der 10. Brigade ernannt. Während des Sinaikriegs 1956 erlitten die von Wallach kommandierten Truppenteile hohe Verluste und es kam zu einem Konflikt mit Mosche Dajan, dem Chef des Generalstabs.
In der Folge studierte Wallach Weltgeschichte und Soziologie an der Hebräischen Universität Jerusalem (Bachelor of Arts 1962) und erwarb 1965 einen Doktorgrad an der University of Oxford mit einer militärgeschichtlichen Dissertation zum Thema der Vernichtungsschlacht, betreut durch N. H. Gibbs.
Ab 1970 lehrte er als Dozent an der Universität Tel Aviv und war Mitglied des Minerva Institute for German History, daneben auch als Gastprofessor im Center for Strategic and International Studies an der Georgetown University. 1987 wurde er als Mitglied in die Historikerkommission zur Untersuchung der Waldheim-Affäre berufen. Wallach fungierte als Autor und Herausgeber von 20 Büchern und publizierte über 100 Fachartikel. Er liegt begraben im Kibbuz Nirim.

## Auszeichnungen
- 2003: Yitzhak-Sadeh-Preis

## Schriften (Auswahl)
- Das Dogma der Vernichtungsschlacht. Die Lehren von Clausewitz und Schlieffen und ihre Wirkungen in 2 Weltkriegen. Bernard & Graefe, Frankfurt am Main 1967. (en: Clausewitz and Schlieffen)
- Die Kriegslehre von Friedrich Engels (= Hamburger Studien zur neueren Geschichte, Band 10). Europäische Verlagsanstalt, Frankfurt am Main 1968.
- Kriegstheorien. Ihre Entwicklung im 19. und 20. Jahrhundert. Bernard & Graefe, Frankfurt am Main 1972, ISBN 3-7637-5114-9.
- Anatomie einer Militärhilfe. Die preussisch-deutsche Militärmissionen in der Türkei 1835–1919 (= Schriftenreihe des Instituts für Deutsche Geschichte, Universität Tel Aviv, Band 1). Droste, Düsseldorf 1976, ISBN 3-7700-0441-8.
- „… Und mit der anderen hielten sie die Waffe“. Die Kriege Israels. Bernard & Graefe, Koblenz 1984, ISBN 3-7637-5243-9.